# مارکوس هرتز
مارکوس هرتز (انگلیسی: Markus Herz; ۱۷ ژانویهٔ ۱۷۴۷ – ۱۹ ژانویهٔ ۱۸۰۳) فیلسوف، و پزشک اهل پادشاهی پروس بود.

## زندگی و تحصیلات
هرتز که در برلین از پدر و مادر بسیار فقیری متولد شد. او در سال ۱۷۶۲ برای کار به کونیگسبرگ، پروس شرقی رفت و در تجارت مشغول شد. او  از سمت خود به عنوان کارمند دست کشید و در دانشگاه کونیگزبرگ به تحصیل پرداخت.  
او در آنجا شاگرد ایمانوئل کانت بود، اما مجبور شد به دلیل کمبود امکانات، تحصیلات خود را متوقف کند. پس از آن او منشی یک یهودی ثروتمند روسی شد و با او از در سرزمین‌های بالتیک سفر کرد.